# Coffee County (Alabama)
Coffee County ist ein County im US-Bundesstaat Alabama der Vereinigten Staaten. Der Sitz der Countyverwaltung (County Seat) befindet sich in Elba, wenn auch in Enterprise ein zusätzliches Courthouse steht. Das County gehört zu den Dry Countys, was bedeutet, dass der Verkauf von Alkohol eingeschränkt oder verboten ist.

## Geographie
Das County liegt im Südosten von Alabama, ist etwa 40 km von Floridas Nordgrenze entfernt und hat eine Fläche von 1762 Quadratkilometern, wovon vier Quadratkilometer Wasserfläche sind. Es grenzt im Uhrzeigersinn an folgende Countys: Pike County, Dale County, Geneva County, Covington County und Crenshaw County.

## Geschichte

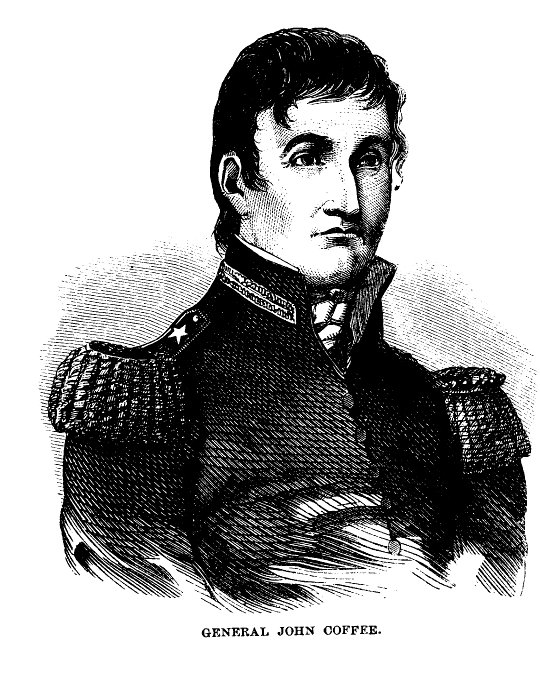
John R. Coffee

Das Coffee County wurde am 29. Dezember 1841 auf Beschluss der State Legislature aus Teilen des Dale Countys gebildet. Benannt wurde es nach General John R. Coffee, der im Creekkrieg von 1813/14 kämpfte und ein Geschäftspartner von Präsident Andrew Jackson war. Der erste Verwaltungssitz des Countys war in Wellborn. 1852 verlegte man den Sitz nach Elba. Im Jahr 1868 wurde das südliche Grenzgebiet zur Schaffung des Geneva County genutzt.
Im 19. und frühen 20. Jahrhundert war das County hauptsächlich ein Anbaugebiet für Baumwolle. Dieser Wirtschaftszweig wurde im Jahr 1915 durch die Ankunft des Baumwollkapselkäfers zerstört, so dass die Farmer nach einem Totalausfall der Ernte im Folgejahr auf neue Anbauprodukte umsteigen mussten. Inspiriert durch die Forschungsarbeit von George Washington Carver führte John Pittman erfolgreich Erdnüsse als Nutzpflanzen ein. 1936 erwarb die Farm Security Administration im County knapp 13.000 Hektar Land, um zugunsten der Farmer während der Great Depression die Grundstückspreise vor dem Verfall zu bewahren. Das Land sollte als geschützte Wildnis sich selbst überlassen bleiben. Im Jahr 1942 wurde das als Bear Farm bekannte Areal dem Verteidigungsministerium übereignet und diente während des Zweiten Weltkriegs als militärisches Übungsgelände.

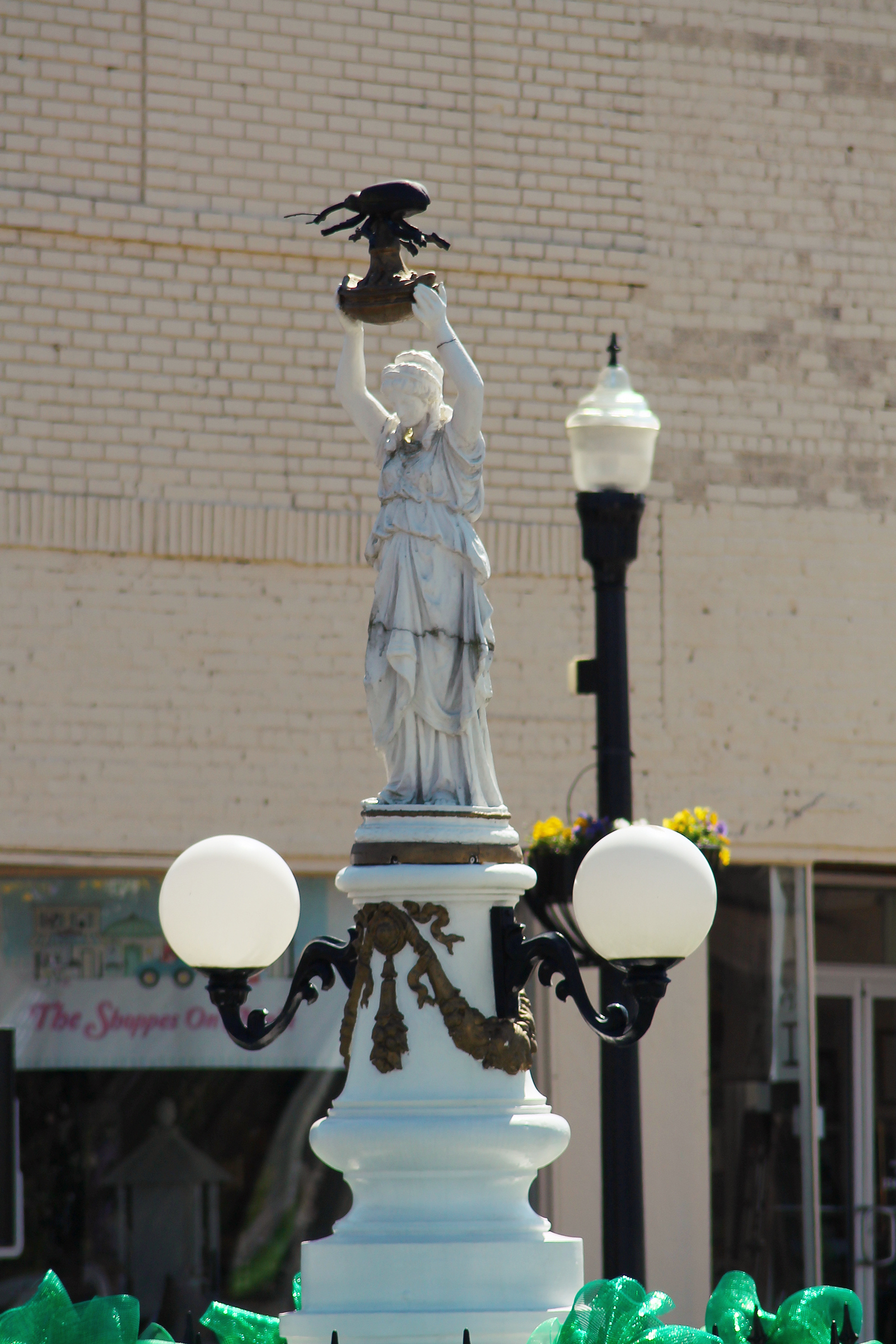
Das Boll Weevil Monument (2014) ist seit April 1973 im NRHP eingetragen.

Fünf Bauwerke und Stätten im County sind im National Register of Historic Places (NRHP) eingetragen (Stand 1. April 2020), darunter das Boll Weevil Monument, das Coffee County Courthouse und das Rawls Hotel.

## Demographische Daten

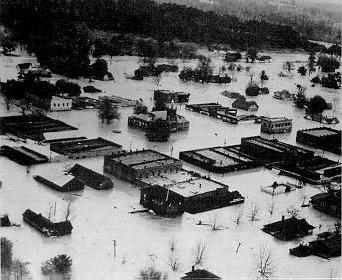
Flut von 1929

Nach der Volkszählung im Jahr 2000 lebten im Coffee County 43.615 Menschen. Davon wohnten 780 Personen in Sammelunterkünften, die anderen Einwohner lebten in 17.421 Haushalten und 12.490 Familien. Die Bevölkerungsdichte betrug 25 Einwohner pro Quadratkilometer. Ethnisch betrachtet setzte sich die Bevölkerung zusammen aus 77,11 Prozent Weißen, 18,37 Prozent Afroamerikanern, 0,91 Prozent amerikanischen Ureinwohnern, 0,95 Prozent Asiaten, 0,09 Prozent Bewohnern aus dem pazifischen Inselraum und 0,89 Prozent aus anderen ethnischen Gruppen; 1,67 Prozent stammten von zwei oder mehr Ethnien ab. 2,71 Prozent der Bevölkerung waren spanischer oder lateinamerikanischer Abstammung.
Von den 17.421 Haushalten hatten 32,1 Prozent Kinder und Jugendliche unter 18 Jahren, die bei ihnen lebten. In 56,4 Prozent lebten verheiratete, zusammen lebende Paare, 12,1 Prozent waren allein erziehende Mütter, 28,3 Prozent waren keine Familien, 24,9 Prozent aller Haushalte waren Singlehaushalte und in 10,2 Prozent lebten Menschen im Alter von 65 Jahren oder darüber. Die Durchschnittshaushaltsgröße betrug 2,46 und die durchschnittliche Familiengröße betrug 2,93 Personen.
24,8 Prozent der Bevölkerung waren unter 18 Jahre alt, 8,9 Prozent zwischen 18 und 24, 28,1 Prozent zwischen 25 und 44, 24,1 Prozent zwischen 45 und 64 und 14,1 Prozent waren 65 Jahre oder älter. Das Durchschnittsalter betrug 37 Jahre. Auf 100 weibliche Personen kamen 95,5 männliche Personen und auf Frauen im Alter von 18 Jahren und darüber kamen 92 Männer.
Das jährliche Durchschnittseinkommen eines Haushalts betrug 33.664 USD, das Durchschnittseinkommen einer Familie 39.664 USD. Männer hatten ein Durchschnittseinkommen von 31.468 USD, Frauen 20.234 USD. Das Prokopfeinkommen betrug 18.321 USD. 11,3 Prozent der Familien und 14,7 Prozent der Einwohner lebten unterhalb der Armutsgrenze.

## Städte und Gemeinden im Coffee County
- Alberton
- Basin
- Battens Crossroads
- Bluff Springs
- Brooklyn
- Central City
- Chestnut Grove
- Clintonville
- Clowers Crossroads
- Coppinville
- Curtis
- Damascus
- Danleys Crossroads
- Elba
- Enterprise
- Fairview
- Frisco
- Goodman
- Ino
- Jack
- Java
- Keyton
- Kinston
- Lowry Mill
- New Brockton
- New Hope
- Newby
- Perry Store
- Pine Level
- Rhoades
- Richburg
- Roeton
- Shady Grove
- Tabernacle
- Turner Crossroads
- Victoria
- Wilkinstown
- Zoar